# Wapen van Sijbekarspel

Wapen van Sijbekarspel

Het wapen van Sijbekarspel werd op 26 juni 1816 door de Hoge Raad van Adel aan de Noord-Hollandse gemeente Sijbekarspel in gebruik bevestigd. Op 1 januari 1979 werd Sijbekarspel onderdeel van de nieuw opgerichte gemeente Noorder-Koggenland. Het wapen van Sijbekarspel is daardoor komen te vervallen. In het wapen van Noorder-Koggenland werd een boom als schildhouder opgenomen. In een aantal van de wapens van de voorgangers van deze gemeente kwam een boom voor, waaronder dat van Sijbekarspel. Op 1 januari 2007 is Noorder-Koggenland opgegaan in de gemeente Medemblik. In het wapen van Medemblik zijn geen elementen uit het wapen van Sijbekarspel overgenomen.

## Blazoenering
De blazoenering van het wapen luidde als volgt:
Van lazuur, beladen met een dorre boom, waarop 3 vogels, en staande op een terras, alles van goud
De heraldische kleuren in het wapen zijn goud (geel) en lazuur (blauw). Dit zijn de rijkskleuren. Niet vermeld is dat het terras uitkomend van de schildvoet is, en dat de vogels alle drie omgewend zijn en heraldisch aan de rechterkant van de boom zitten.

## Geschiedenis
De boom is een rechtssymbool en komt in meer Westfriese wapens voor. Volgens Sierksma staan de drie vogels voor de dorpen Sijbekarspel, Benningbroek en Wijzend. Wapens met bomen komen in de streek vaker voor.

## Verwante wapens

Wapen van Noorder-Koggenland
Wapen van Blokker
Het wapen van Grootebroek
Het wapen van Hauwert, een dorpswapen
Wapen van Hoogwoud
Wapen van Midwoud
Wapen van Opmeer
Wapen van Scharwoude
Wapen van Schellinkhout
Wapen van Stede Broec
Wapen van Venhuizen
Wapen van Westwoud
Wapen van Wognum